# Serguéi Miasnikov
Serguéi Miasnikov –en ruso, Сергей Мясников– (27 de enero de 1967) es un deportista ruso que compitió en vela en la clase Tornado. Ganó una medalla de plata en el Campeonato Europeo de Tornado de 1996.

## Palmarés internacional
| \| Campeonato Europeo \| Campeonato Europeo \| Campeonato Europeo \| Campeonato Europeo \| \| Año \| Lugar \| Medalla \| Clase \| \| ------------------ \| ------------------ \| ------------------ \| ------------------ \| \| 1996 \| Attersee (Austria) \| Medalla de plata \| Tornado \| |                    |                  |         |
| Campeonato Europeo |                    |                  |         |
| Año | Lugar              | Medalla          | Clase   |
| 1996 | Attersee (Austria) | Medalla de plata | Tornado |